# Настольный теннис в Азербайджане
Настольный теннис в Азербайджане — направление развития спорта Азербайджана.

## Период Азербайджанской ССР
Направление настольного тенниса начало развиваться в Азербайджане в 1950-х годах. Позднее была создана Федерация настольного тенниса Азербайджана. С этого периода началось проведение различных соревнований.
Первыми чемпионами г. Баку по настольному теннису стали В. Лазоркин и Р. Яшагина. Среди самых сильных настольных теннисистов того периода можно отметить М. Шейдабекова, К. Багирова, В. Лазоркина, Р. Шапаеву, О. Спиридонова, А. Книжкина. 
М. Шейдабеков в 1961 году стал чемпионом СССР по настольному теннису.
В Азербайджане осуществляли деятельность заслуженные тренеры СССР Н. Новиков, Р. Коцев, заслуженные тренеры Азербайжданской ССР И. Опарин, И. Мазин. Этими тренерами были воспитаны М. Шейдабеков, В. Попова (шестикратная чемпионка СССР по настольному теннису, абсолютная чемпионка Европы 1984 года).
Азербайджанские настольные теннисисты принимали участие во многих республиканских и международных соревнованиях.
После распада СССР многие известные тренеры и игроки покинули Азербайджан.

## Современный период
В 1995 году Федерация настольного тенниса Азербайджана стала членом Международной федерации настольного тенниса и Европейского союза настольного тенниса.
Сборная Азербайджана по настольному теннису впервые приняла участие в чемпионате Европы по настольному теннису в 1996 году, а в чемпионате мира по настольному теннису — в 1997 году. 
В ноябре 2007 года Азербайджан посетил президент Европейского союза настольного тенниса Стефано Бози.
В 2010 году впервые в истории Азербайджана 4 специалиста из Азербайджана Кёнуль Микаилова, Заур Микаилов, Фархад Исмаилов и Александр Зудов удостоились звания судьи международного класса.
В 2015 году в Азербайджане был проведён международный турнир «Top-16».
На чемпионате Европы 2016 года (Загреб, Хорватия) игроки сборной Азербайджана в индивидуальных соревнованиях среди молодёжи заняли 2 место, среди подростков в индивидуальных и парных соревнованиях — 3 место.
На IV Играх исламской солидарности сборная Азербайджана завоевала 2 серебряные, 2 бронзовые медали. Нинг Джинг выиграла серебряную медаль, Мао Ванг — бронзовую.
На проводившемся летом 2017 года молодёжном чемпионате Европы (Гимарайнш, Португалия) Нинг Джинг, представлявшая Азербайджан, стала чемпионкой Европы. Это стало самым высоким результатом Азербайджана в международных соревнованиях. В командных соревнованиях сборная Азербайджана заняла 3 место, в парных соревнованиях — 2 место.
На молодёжном чемпионате Европы 2018 года (Клуж-Напока, Румыния) сборная Азербайджана завоевала 2 золотые и 2 серебряные медали. Юношеская женская сборная Азербайджана стала чемпионом Европы. Нинг Джинг также стала чемпионкой в индивидуальных соревнованиях. Главный тренер сборной Азербайджана Михаил Тимофеев за достигнутые результаты был удостоен медали «Прогресс».
7 мая 2018 года Саре Султановой и Хейале Гийасовой было присуждено звание судей международного класса. 
На Летних юношеских Олимпийских играх 2018 Нинг Джинг дошла до четвертьфинала. 
На молодёжном чемпионате Европы 2019 года (Острава, Чехия) теннисисты Азербайджана завоевали 2 серебряные медали.
На международных турнирах и чемпионатах 2020 года азербайджанские теннисты завоевали 2 золотые и 2 бронзовые медали.
На I Играх стран СНГ азербайджанские теннисты завоевали бронзовую медаль.
На турнире «Shimkent Cup» (Чимкент, Казахстан) Марзия Нурметова и Айлин Аскерова завоевали золотые медали в парном разряде среди девушек. Марзия Нурметова также завоевала бронзовую медаль в индивидуальных соревнованиях.
На турнире WTT Youth Contender 2023 мировой серии по настольному теннису в Батуми, проходящем с 19 по 25 сентября 2023 года Марзия Нурматова в соревнованиях спортсменов до 15 лет, Ляман Абдулгамидова в соревнованиях среди теннисистов в возрасте до 19 лет завоевали бронзовые медали.
Также Марзия Нурматова и Айлин Аскерова заняли третье место в соревнованиях спортсменов до 17 лет. Ягмур Мамедли заняла третье место в соревнованиях спортсменок до 13 лет.

## Чемпионат Азербайджана
С 5 по 8 апреля 2024 года в Баку в спортивном комплексе «Шуа» проведён чемпионат Азербайджана 2024 по настольному теннису. В чемпионате приняли участие игроки из разных городов и районов Азербайджана. Соревнования проведены в командном, индивидуальном, парном и смешанном разрядах.